# Fréjustunnel (wegverkeer)
De Fréjustunnel (Italiaans: Traforo stradale del Frejus; Frans: Tunnel du Fréjus) is een tunnel in de Alpen die Modane in Frankrijk met Bardonecchia in Italië verbindt. De tunnel is 12,87 km lang en werd in 1980 geopend. De tunnel is een onderdeel van de Europese weg E70. In Italië is de tunnel gebonden aan wegnummer T4, in Frankrijk aan de N543. Het Franse gedeelte wordt beheerd door de Société Française du Tunnel Routier du Fréjus (SFTRF). Het Italiaanse gedeelte wordt beheerd door de Società Italiana del Traforo Autostradale del Frejus (SITAF). De beheerconcessies voor deze toltunnel lopen tot het jaar 2050.

## Ongeluk
In juni 2005 was er een ernstig ongeluk waarbij één dode viel. Na dit ongeluk was de tunnel enkele maanden buiten gebruik.

## Verdubbeling
Om te voldoen aan de EU-richtlijnen voor tunnels in het Ten-T-netwerk, was een verdubbeling van de tunnel gepland. De graafwerkzaamheden voor de tweede buis aan de Italiaanse kant begonnen in december 2010 en aan de Franse kant in juli 2011. De doorbraak vond zoals gepland plaats op 17 november 2014. De tweede buis is 12,848 km lang (6,495 km in Frankrijk, 6,353 km in Italië), waarmee de Fréjustunnel de langste dubbelbuistunnel van Europa is, ter vervanging van de Gran Sassotunnel. De tweede buis werd op 28 juli 2025 voor het verkeer geopend.